# Waltz (漫画)
《Waltz 華爾茲》是在2009年11月號開始連載於《月刊少年Sunday》上的漫畫作品，原作是伊坂幸太郎，由大須賀惠作畫。
本作以《魔王 JUVENILE REMIX》中登場的角色「蟬」為主角，描述蟬與岩西的相遇及其成長。時間發生在《魔王 JUVENILE REMIX》故事開始的四年前，以接近原創的前傳形式進行。
漫畫草稿每次都會先經伊坂幸太郎檢查，值得一提的是，岩西每次在故事中說出的「傑克·克里斯平」的名言（歌詞）皆由伊坂創作。
日文版第6卷的初回限定版，同捆了广播剧CD。

## 劇情提要
初中畢業後離家出走的少年，用光身上的錢後展開殺手生涯，過著行屍走肉的生活。之後因殺掉委託人而被中介人捨棄，並被黑道追殺。後來岩西成為他的經理人，並被命名為「蟬」。

## 登場人物
蟬（配音員：櫻井孝宏）
本作主角，使用短刀的殺手，每次委託收費三十萬日元。
小學時說出「弱肉強食是天經地義的」、「世界充滿屍體」等而被疏遠。母親很早就離開家裡，父親亦長年不歸家。初中曾因與人打架而被停學三個月，畢業後便馬上離家出走。後來成為殺手，卻因為性格及行為問題而被殺手業界排斥。
囂張彆扭、毒舌、好逞強。身高166cm（《魔王 JUVENILE REMIX》時171cm）。因為非常吵鬧，像蟬一樣「滋滋」不停地叫而被岩西命名為「蟬」。通過測試後被岩西聘用與「折首男」對決。
因與Tick-Tack對決時犯錯，一度被岩西放棄，後來下定決心要完成暗殺「折首男」的委託。
来自原作者伊坂幸太郎的小说《蚱蜢》的登场人物。在《魔王 JUVENILE REMIX》里是个很专业的杀手，而本作里只是个空有身手的半吊子。然而，在岩西那里工作后，慢慢地培育出专业意识。
岩西（配音員：諏訪部順一）
擔任職業殺手的經理人，認為自己在業界中沒有可以信賴的殺手，所以不會與人簽訂專屬合約，而是逐次聘用適合的人選。後來希望將蟬培育成賺大錢的專業殺手。
身高184cm，36歲，經常吸煙。為歌手「傑克·克里斯平」的狂熱歌迷，總是引用他的歌詞去教訓人。
帽子卿以便利店店長之義落下暗殺「折首男」的委託，而岩西則因為高利潤而接下，並透過桃的介紹找上業界聲名最差的蟬。被蟬批評為「噁心、跟蹤狂、扒手加上偷窺的中年大叔」。
本來打算放棄蟬以免被Tick-Tack追殺，後來以五億元作為條件得到十天的寬限，並再次與蟬合作。
来自原作者伊坂幸太郎的小说《蚱蜢》的登场人物。在《魔王 JUVENILE REMIX》里跟蝉是拍档关系，而本作里只是单纯定下契约，并没有建立起什么特别的信赖关系。
桃（配音員：大原沙耶香）
情報商。
胸部豐滿的美女，喜愛甜食，衣著暴露。
四年後，即《魔王 JUVENILE REMIX》故事開始時體型變得肥胖。
来自原作者伊坂幸太郎的小说《蚱蜢》的登场人物。
額頭組
額頭組是岩西命名的。
因為前組長田淵的命令，所有組員的額頭均刻有刺青。
全員不滿前組長田淵，並以結城為首委託專業殺手將其暗殺，該殺手便是蟬。由於結城反覆要求蟬將田淵的頭割下，而被蟬所殺。額頭組殘黨便開始追殺蟬，後因岩西的委託而全員於自營的酒吧內被殺。
根據組員與岩西的對話，酒吧內有公然的毒品交易。
莓原稔
成績優異、身材高大卻極為膽小畏縮，因樣貌酷似職業殺手「折首男」大藪而被找來充當其替身，並被捲入不知名的衝突。
某次批評同學山崎對幽靈的言論，並說出「果然是因為………我很聰明吧。哈哈，開玩笑…………」而招致同學反感，成為被欺負的對象，因此總是在手機內留下遺書。
尊敬大藪，卻目擊到他被車撞落的一幕，繼而下定決心完成大藪未完的使命。
認為殺人犯與殺手是一樣的。
来自原作者伊坂幸太郎的短篇小说的两名登场人物，以混合的形式登场。
大藪（配音員：中村悠一）
被稱為「折首男」的一流職業殺手，本名不明，每次委託的酬金高達千萬位。
被接近經理人的人批評患上「想去助人的病」（助人饥渴症），曾經在車站幫助過為數不少的老人。
發現23區失蹤的女性數目大增，感歎「這裡也不安全了」而展開調查，並發現帽子卿的存在。
由於阻止帽子卿的犯罪行為而結怨，於是受到多個團體追殺。
於多層停車場上，被帽子卿開車撞落。
用别的尸体来伪装自己已经死去，之后出现在帽子卿和蝉的面前。
来自原作者伊坂幸太郎的短篇小说的登场人物。
大藪的經理人
本名不明。强行要莓原代替失踪的大薮跟Tick-tack见面。被Tick-tack弄得重伤入院。
来自原作者伊坂幸太郎的短篇小说的登场人物。
老夫婦
以前在车站受大薮帮助的老夫妇。接走被大薮所救的莓原。
Tick-Tack
帽子卿雇佣的殺手集團。東亞的新興集團。
"Tick-Tack"这个名称的由来是其准确的工作态度，就像是经过计算一样。領袖為女性。以武器和狗隻来进行集体连续作战。
通过收买帽子卿制造的尸体，贩卖其器官，来将狩猎时的成本和风险，以及帽子卿处理遗体的成本减至最低。
接下了暗殺「折首男」的委託，誤將苺原誤認為「折首男」並將其綁架，其間莓原被真正的「折首男」救走。
本想设计埋伏「折首男」，却被岩西识穿，还被黄蜂一网打尽。领袖中了黄蜂的毒动弹不得后，被便利店店长割下头颅。
帽子卿
家裡收藏著大量的帽子，有著異常的戀物廦，將帽子如愛人一樣對待，使用麻醉針犯案。
想為帽子尋找合適的底座而四处捕捉女性，對合適對象注射令她們昏迷，再割下其頭顱作為帽子底座。
因為犯罪行為被「折首男」發現，認為他會妨礙自己，因此同時委託Tick-Tack及岩西暗殺「折首男」，並一直觀察多方的行動。
本人亦同時追殺大藪，最後將他從高層停車場撞落，卻誤將化身「折首男」的莓原當成本應死去的大藪。
寺原
非法團體「千金（芺羅蘭）」的社長，進行毒品、人體器宮等的買賣及禁錮行為，額頭組為其下分銷商。
討厭外來勢力及將他們引入的日本人，故打算討伐東亞勢力Tick-Tack。
額頭組曾被蟬及岩西擊潰，故懷疑兩人受Tick-Tack委託而綁架他們拷問，卻因蟬成功逃脫並將寺原脅持而造成情況逆轉，然後由於共同敵人為Tick-Tack而決定投資二億支持岩西及蟬的行動。
於《魔王 JUVENILE REMIX》也有登場。
比與子
寺原的秘書。
於《魔王 JUVENILE REMIX》也有登場。
黃蜂
千金雇佣来袭击Tick-Tack的少女杀手。
於《魔王 JUVENILE REMIX》也有登場。
便利店店長
杀害折首男的委托人。
跟帽子卿在中学时就认识，令帽子卿拥有异常性癖的家伙。
身为「另一个帽子卿」，他也在不断杀害女性并将头颅作为帽子的底座。但是他的动机是「无偿的爱」，故此非常讨厌模仿自己，并跟Tick-Tack联手贩卖器官（等于将爱换成金钱）的帽子卿，并对蝉追加委托要求收拾帽子卿。

## 單行本
| 卷數 | 小學館         | 小學館                 | 天下出版社   | 天下出版社          | 青文出版社     | 青文出版社            |
| 卷數 | 發售日期       | ISBN                   | 發售日期     | ISBN                | 發售日期       | ISBN                  |
| ---- | -------------- | ---------------------- | ------------ | ------------------- | -------------- | --------------------- |
| 1    | 2010年3月12日  | ISBN 978-4-09-122226-8 | 2010年11月   | ISBN 978988803322-5 | 2011年3月18日  | ISBN 978-986-256709-8 |
| 2    | 2010年7月12日  | ISBN 978-4-09-122384-5 | 2011年3月    | ISBN 978988809628-2 | 2011年7月16日  | ISBN 978-986-256842-2 |
| 3    | 2010年12月10日 | ISBN 978-4-09-122616-7 | 2011年4月    | ISBN 978988809629-9 | 2011年11月5日  | ISBN 978-986-256959-7 |
| 4    | 2011年5月12日  | ISBN 978-4-09-122835-2 | 2011年8月4日 | ISBN 978988809749-4 | 2012年5月25日  | ISBN 978-986-310174-1 |
| 5    | 2011年10月12日 | ISBN 978-4-09-123286-1 | 2012年1月    | ISBN 978988809868-2 | 2012年12月25日 | ISBN 978-986-310440-7 |
| 6    | 2012年5月11日  | ISBN 978-4-09-123608-1 | 2012年7月    | ISBN 978988809986-3 | 2013年7月15日  | ISBN 978-986-310671-5 |

## 外部連結
- （日語）-ゲッサンWEB-：作品紹介 Waltz （页面存档备份，存于）
- （日語）漫畫家 BACKSTAGE 大須賀惠